# Schnakerode
Schnakerode, auch Stettlein Arnstein genannt, ist eine Wüstung unmittelbar östlich von Harkerode im Landkreis Mansfeld-Südharz in Sachsen-Anhalt, Deutschland. Die vermutlich zeitgleich zur Burg Arnstein entstandene Rodungssiedlung, deren Einwohner Cives genannt wurden, wird auf dem Gelände des ehemaligen, jüngeren von Knigge’schen Guts in Harkerode vermutet.

## Geschichte
Bei Schnakerode handelt es sich um eine Rodungssiedlung des 9. oder 10. Jahrhunderts, die vermutlich zeitgleich mit den ersten Bauten der Burg Arnstein entstand.
Im Jahre 1328 wird ein Herr Johann, Pfarrer einer Kirche Unserer Lieben Frauen unterhalb zum Arnstein, erwähnt. Diese zur Siedlung gehörende Kirche wurde später mehrfach erwähnt. Im Jahre 1329 schenkte Graf Burckart von Falkenstein mit dem Einverständnis seiner Mutter Liutgart der Kirche Unserer Lieben Frauen im Städtlin Arnstein einen Teich unterhalb der Schalkenburg.
Am 13. Juli 1387 verkauften die Grafen von Regenstein den Grafen von Mansfeld das Schloss und die Herrschaft Arnstein. Darunter wird auch an erster Stelle dat stedeken to Snackerode genannt. Später, im Jahr 1486, wird ein Stetchin zu Snackenrode im Lehnbrief von Herzog Albrecht von Sachsen für die Grafen von Mansfeld über die Herrschaft Arnstein genannt.
Zwischen 1522 und 1586 errichtete Graf Albrecht von Mansfeld-Arnstein aus der Kirche Unserer Lieben Frauen in der alten Siedlungsstätte eine Schule, zusammen mit einer Schulmeisterwohnung zur Unterrichtung der Knaben des Amtes Arnstein. Der Schulbetrieb endete jedoch schon 1566, als die Schulmeister an der Pest starben. Aufgrund der damals aufkommenden Gefahr von herumstreifenden Wölfen für die Schüler wurde der Schulbetrieb später nicht wieder aufgenommen.